# شميم الحلي
هو علي بن الحسن بن عنتر بن ثابت الملقب بمهذب الدين (حوالي 511 هـ هـ - 601هـ)، البغدادي، ويعرف بلقب شُميم الحلّي، ويكنى بأبي الحسن، أصله من الحلّة المزيدية ونشأته ببغداد وتلقى فيها علومه وأخذ على أبي محمد بن الخشّاب، وكان شاعراً، لغوياً، أديباً، صنّف الكتب، وقد سافر إلى الشام وديار بكر. ومدح الأكابر وأخذ جوائزهم، واستوطن الموصل أخيراً وفيها وفاته.

## سبب تلقيبه بشُميم
قال ياقوت الحموي : سألته لِمَ سُميت بشميم ؟ فقال : إني أقمت مدة من عمري لا آكل إلا الطين لتنشيف الرطوبة، فكنت أبقى أياماً لا أتغوط، فإذا تغوطت كان يشبه البندقة من الطين، فكنت أقول لمن أنبسطُ إليه : شُمّه، فإنه لا رائحة له، فلقبتُ بذلك [1].
وقيل لقب بذلك نسبة إلى الشمّ، لأنه إذا ترك شيئاً من الأكل لقضاء حاجته فحين يرجع له ثانية يشمه [2].

## أساتذته
[3]
- أبو محمد عبد الله بن الخشّاب (ت 576 هـ).
- أبو نزار الحسن بن صافي البغدادي المعروف بملك النحاة (ت 568 هـ).
- أبو الفتح ابن النقيب البغدادي .
- أبو عبد الله الحسين بن نصر بن محمد بن خميس الموصلي (ت 552 هـ).

## كتبه
[3]
1- أري المشتار في القريض المختار.
2- الإشارات المعريّة. مجلد.
3- الإغراب في بطلان الإعراب.
4- إلقام الإلحام في تفسير الأحلام.
5- أنواع الرقاع في الأسجاع.
6- الأماني في التهاني. مجلّد .
7- أنيس الجليس في التجنيس، في مدح الملك الناصر صلاح الدين الأيوبي .
8- الباصي حلى الشباب.
9- بدائه الفكر في بدائع النظم والنثر .
10- التحميض في التغميض.
11- التعازي في المرازي.
12- حدث المشرب المنتاب.
13- حرز النافث من عبث العابث.
14- الحماسة الحلوية، رتّبه على أربعة عشر باباً.
15- الخطب المستضيئة.
16- الخطب الناصرية.
17- خطب نسق حروف المعجم. كَرَّاستان.
18- خلق الآدمي ولواحقه.
19- الخمريّات.
20- دُرّة التأميل في عيون المجالس والفصول.
21- رسائل لزوم مالايلزم في نسق حروف المعجم.
22- الركوبات.
23- سمط الملك المفضّل في مدح المليك الأفضل.
24- شرح المقامات الحريرية. مخطوط في مغنيسيا، كُتبَ سنة 609 هـ.
25- شعر الصبي.
26- الفصول الموكبية. يشتمل على أربعين فصلاً.
27- قصيدة في الفرق بين الظاء والضاد.
28- كم صار أرباب الأقاليم والأمصار. في الطب.
29- لزوم مالايلزم. مجلّدان.
30- اللَّماسة في شرح الحماسة.
31- لهنة الضيف.
32- متنزه القلوب في التصحيف.
33- مجتنى ريحانة الهم في اشتقاق المدح والذم.
34- المُحتسب في شرح الخطب.
35- المخترع في شرح اللُمع لابن جني. في النحو.
36- المرتجلات في المسجّلات. أربع كراريس.
37- مُعاياة العقل في معاناة العقل.
38- المفاتيح في الوعظ. كرَاسان.
39- المناجاة.
40- المنائح في المدائح – مجلدان.
41- منّاح المُنى في إيضاح الكُنى.
42- مناقب الحكم ومثالب الأمم.
43- المهتصر في شرح المختصر.
44- نتائج الإخلاص في الخُطب.
45- نزهة الراح في صفات الأفراح. كرّاسان.
46- النكت المفحمات في شرح المقامات، وهو شرح غريب مقامات الحريري.